# 116-я улица — Колумбийский университет (линия Бродвея и Седьмой авеню, Ай-ар-ти)
|   |   |   |   |   |
| · | · | · | · | · |

|   |   |   |   |   |
| · | · | · | · | · |

«116-я улица — Колумбийский университет» (англ. 116th Street–Columbia University) — станция Нью-Йоркского метрополитена, расположенная на линии Бродвея и Седьмой авеню, Ай-ар-ти.  На станции останавливается маршрут 1 (круглосуточно). Она представлена двумя боковыми платформами, обслуживающими два локальных пути (экспресс-путь не используется для регулярного движения поездов).
Станция была открыта 27 октября 1904 года в составе первой очереди сети Interborough Rapid Transit Company (IRT). В это время поезда ходили от станции City Hall до 145th Street.
Рядом со станцией расположены Колумбийский университет и Барнард-колледж.

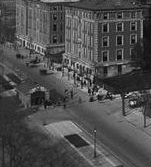
Старый вход
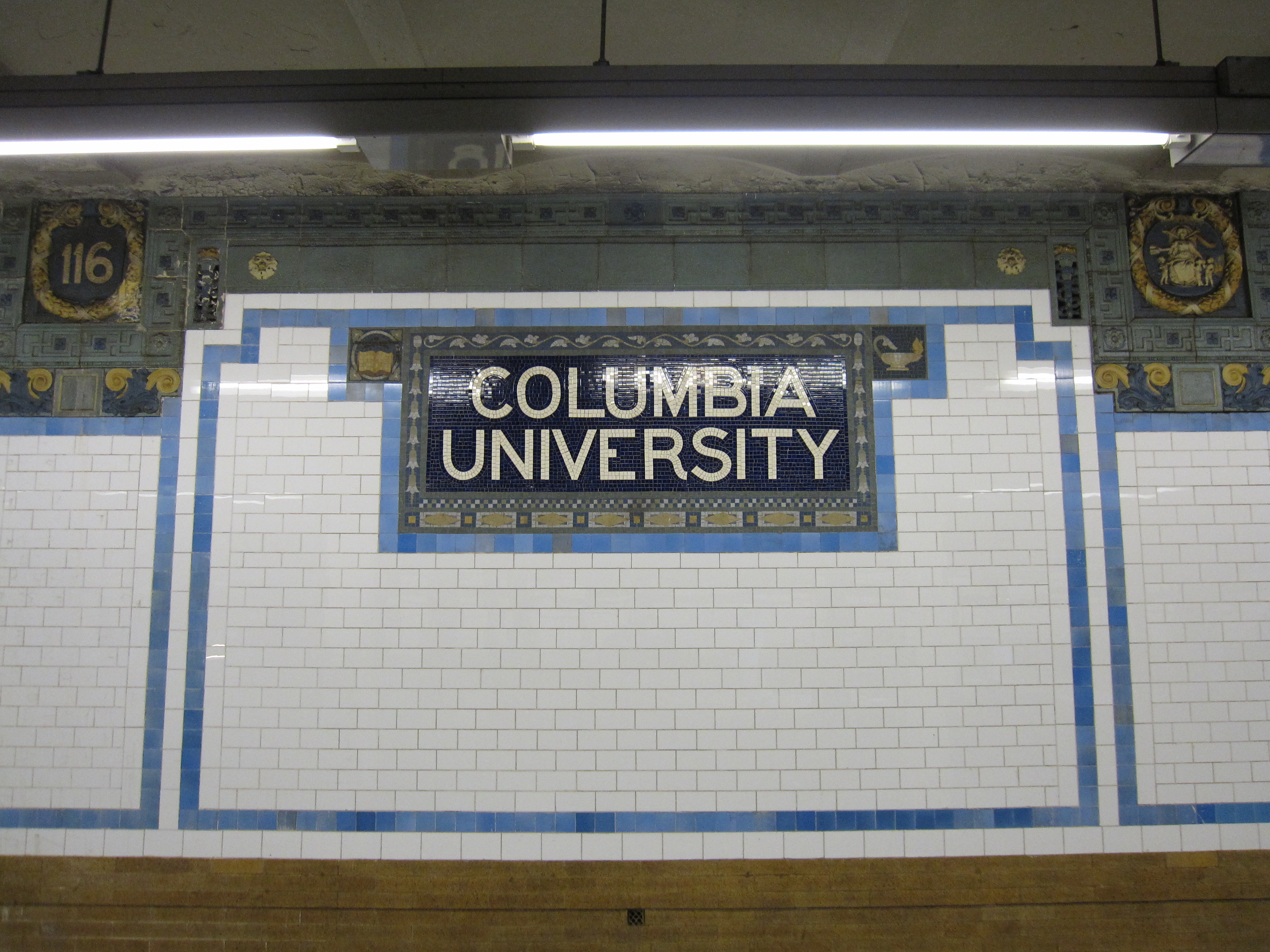
Именная мозаика
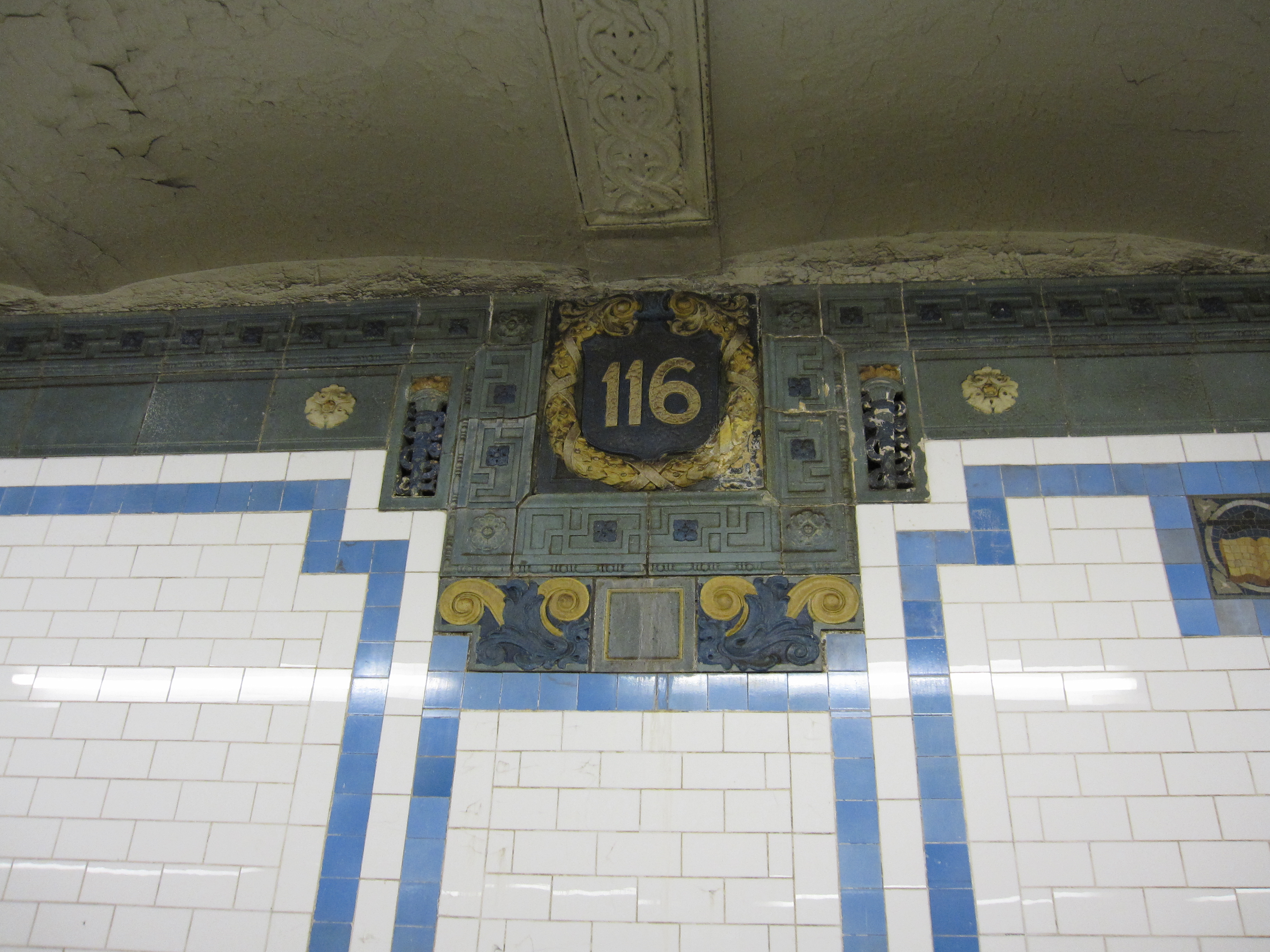
Картуш с числом "116"
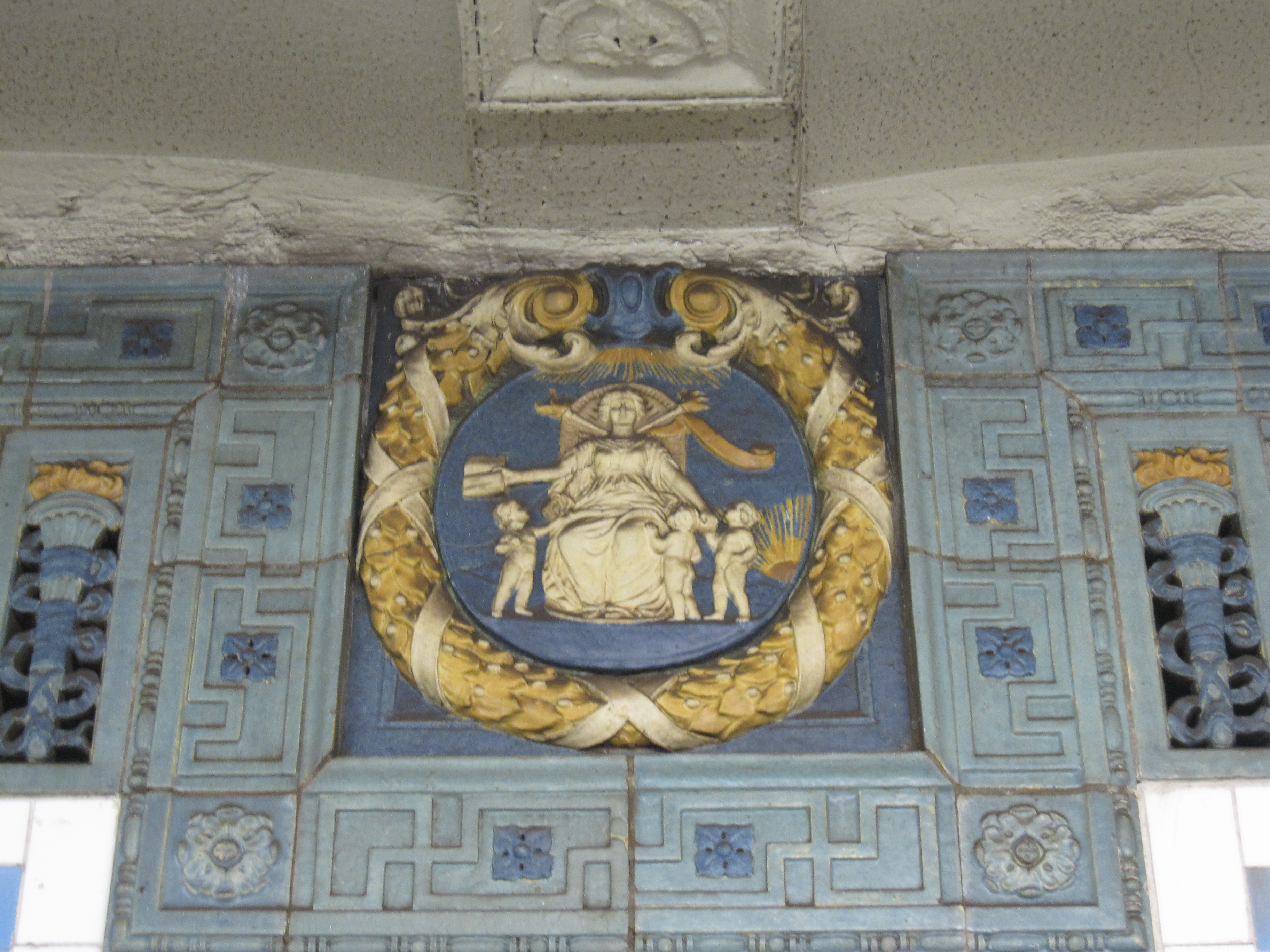
Герб Колумбийского университета
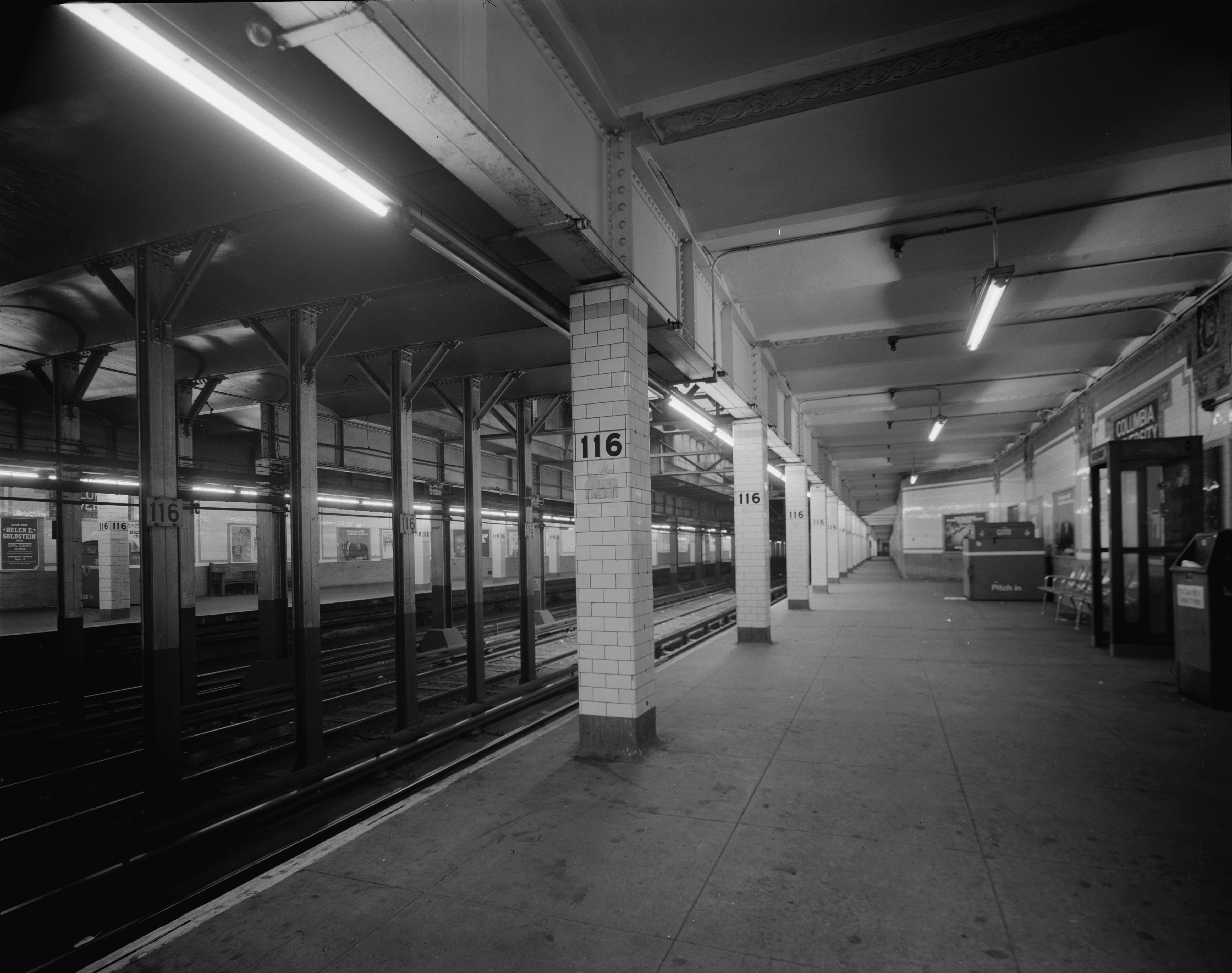
Станция в 1978 году